# Aleksander Józef Lisowski
Aleksander Józef Lisowski (ur. około 1575–1580, zm. 11 października 1616 pod Starodubem) – pułkownik królewski, najbardziej znany członek rodu Lisowskich herbu Jeż, twórca i dowódca lisowczyków. Był kalwinistą.

## Życiorys
Wywodził się ze szlacheckiej rodziny Lisowskich herbu Jeż. Ród ten pochodził z Pomorza, za panowania Zygmunta Augusta czterech rodzonych braci Jerzy, Krzysztof, Szczęsny i Jan Lisowscy osiedlili się na Litwie. Aleksander urodził się prawdopodobnie w 1575, jako jedno z dwanaściorga dzieci Jana. O jego młodości nie wiadomo wiele, pierwszą pewną informacją jest służba w oddziałach walczących dla hospodara mołdawskiego w 1599. Po klęsce Mołdawian pod Bukowem Lisowski przeszedł na stronę zwycięskiego Jana Zamoyskiego. Następnie służył w Inflantach, w 1600 był towarzyszem chorągwi husarskiej Szczęsnego Niewiarowskiego. Już w 1604 stał na czele konfederacji żołnierzy, którzy zbuntowali się z powodu niewypłacenia żołdu. Jako porucznik husarskiej chorągwi walczył przeciw Szwedom w bitwie pod Kircholmem. Za przywódczą rolę w buncie został skazany na banicję, ale wyroku nie wykonano. W czasie rokoszu Zebrzydowskiego stanął po stronie rokoszan z chorągwią kozaków, a po przegranej bitwie przeciw wojsku królewskiemu pod Guzowem uszedł z pola bitwy.
W 1607 na czele 200 żołnierzy zaangażował się w moskiewską wojnę domową (dymitriady), stając na służbie u Dymitra Samozwańca. W ciągu roku zwerbował na miejscu kolejnych żołnierzy, a w 1609 jego oddział liczył 5 tysięcy zbrojnych. W swoim oddziale miał między innymi kozaków dońskich, z którymi zajął tereny od ujścia Wołgi do Donu. Rok później przeszedł na służbę u Zygmunta III, przygotowującego wyprawę na Rosję i w następnym roku został powołany przez Jana Karola Chodkiewicza do stworzenia lekkiej jazdy, nie obciążającej skarbu Rzeczypospolitej, co oznaczało przyzwolenie na rabunek. Również w 1611 Sejm unieważnił nałożoną na niego karę banicji za wykroczenia popełnione w Inflantach. Lisowski zwerbował tysiąc szlachty służącej tylko za obietnice łupu, lecz szybkiej i sprawnej. Zasłynął prowadząc w czasie wojny polsko-rosyjskiej wojnę podjazdową, prowadził łupieskie wyprawy w rejonie Moskwy i Suzdala, spustoszył ziemię riazańską i Powołże, dotarł aż po Morze Białe. W 1615 na rozkaz Chodkiewicza zdobył Briańsk, Bilichów, Torsk, Kazym i Halecz. W odwrocie walczył z oddziałami Kukarina i Łopatyna, jednak udało się mu powrócić na czele oddziału do Warszawy w 1616, tam też został entuzjastycznie powitany na Sejmie i nagrodzony kwotą 10 tysięcy złotych. Wkrótce po uroczystym powitaniu został ponownie wysłany do Rosji i w czasie tej wyprawy zmarł nieoczekiwanie rażony paraliżem w obozie pod Starodubnem.
Józef Bartłomiej Zimorowic opiewał jego czyny w jednym z utworów pomieszczonych w Żywocie kozaków lisowskich, broszurze okolicznościowej wydanej w 1620. 

Odnosił zwycięstwa w wielu bitwach, nękając całą prawie krainę moskiewską ciągłymi wycieczkami: znał ich zamiary, miejscowości, rzeczy jawne i tajemne i umiał wszystko, co nieprzyjaciele czynili, wykorzystywać na ich własną zgubę. I choć los niegodziwy niekiedy odbierał mu powodzenie, to jednak nigdy nie można było zobaczyć go zwyciężonym. Nauczył się bowiem przewidując w porę i czyniąc wszelkie wysiłki, udaremniać zamiary Moskiewskich, zajmować to, co sobie przygotowali i urządzili, przedziwnymi fortelami krzyżować wielkie poczynania ich wodzów i ze swą stałą gotowością do boju łamać ich i poskramiać. Gdy oddał wielkie usługi ojczyźnie i świetnie wyszkolił swych żołnierzy w sztuce wojennej, zabrała go niespodziewanie śmierć.